# دیسپارونی
دیسپارونی (به انگلیسی: Dyspareunia) یا آمیزش جنسی دردناک یا دردآمیزش به وضعیتی گفته می‌شود که در آن زن یا مرد از آمیزش لذت نمی‌برند و انجام این کار برای آن‌ها دردناک است. این موضوع دلایل گوناگون جسمانی و روانی دارد. یکی از علل جسمانی آن مربوط به تنگی واژن می‌شود. از علل روانی نیز می‌توان به انقباض غیرارادی ماهیچه‌های واژن به علت عدم آمادگی روانی و ذهنی زن اشاره کرد.
علامت تعریف کننده رابطه جنسی دردناک این مورد است که یا درد هنگام دخول و وارد شدن آلت مردانه به درون واژن رخ می دهد یا درد در ناحیه لگن در هنگام برقراری رابطه جنسی حس می شود. درد ممکن است کاملا مشخص و مکان آن نیز معلوم باشد یا حتی ممکن است احساس ناراحتی کلی در هنگام برقراری رابطه جنسی وجود داشته باشد. ممکن است احساس خارش، سوزش یا احساسات مشابه نیز وجود داشته باشد که می تواند منجر به نارضایتی از رابطه جنسی یا کاهش میلی جنسی شود.